# Andrés Calamaro
Andrés Calamaro Masel (* 22. August 1961 in Buenos Aires), auch nur als Calamaro bekannt, ist ein argentinischer Musiker und Komponist. Seine ehemalige Band Los Rodríguez hatte in den 1990er Jahren großen Erfolg in Spanien.

## Abuelos de la Nada
Mit acht Jahren begann Calamaro, Bandoneon und Tambor, eine Trommel, zu spielen. Mit 13 Jahren folgten E-Gitarre und Piano, und mit 17 Jahren nahm er als Gast an der Aufnahme eines Albums der Gruppe Raíces teil. Kurz darauf gründete er seine eigene Band, die Elmer's Band, mit dem befreundeten Gitarristen Gringui Herrera. Ihr Lied Tristeza de la Ciudad (Traurigkeit der Stadt) wurde zum Hit.
Als Miguel Abuelo von Los Abuelos de la Nada nach Argentinien zurückkehrte, versammelte er die alten Musiker wieder und lud Calamaro ein, um Keyboard zu spielen. Die Band hatte großen Erfolg; Calamaro schrieb einige ihrer größten Hits, wie Sin gamulán, Mil horas und Costumbres argentinas, und begann auch, für sie zu singen.

## Trennung
Vor der Auflösung von Los Abuelos de la Nada nahm Calamaro 1984 sein erstes Soloalbum auf, Hotel Calamaro. Ein zweites Album, Vida Cruel, wurde kurz nach der Trennung von der Band aufgenommen und bekam gute Kritiken, hatte aber wenig kommerziellen Erfolg.
Nach einem dritten Album, Por Mirarte (1988), begann Calamaro, für andere Bands wie Los Fabulosos Cadillacs, Los Enanitos Verdes und Solisten wie Fabiana Cantilo zu produzieren.
Ende der 1980er Jahre hatte Calamaro eine eigene Band mit seinen alten Freunden Gringui Herrera und Ariel Rot, die gerade aus Spanien zurückgekehrt waren. Das Trio nahm 1989 das Album Nadie sale vivo de aquí mit einer Reihe von Gastmusikern auf. 

## Los Rodríguez
Wegen der schlechten wirtschaftlichen Lage in Argentinien siedelten Calamaro und Rot nach Spanien über. Dort gründeten sie die Band Los Rodríguez mit Julián Infante. Germán Villela kam am Schlagzeug dazu. Die Band hatten keinen Bassisten, aber Guillermo Martin, Candi Avello und später Daniel Zamora begleiteten sie bei Aufnahmen und Tourneen.
Los Rodríguez hatten drei erfolgreiche Studioalben: Buena suerte (1991), Sin documentos (1993) und Palabras más, palabras menos (1995), sowie das Livealbum Disco pirata (1992) und die Zusammenstellung von Liedern Hasta luego (1996).
Sin documentos brachte mit der Mischung aus Flamenco und lateinamerikanischen Rhythmen internationalen Erfolg. Sie tourten in Spanien und Lateinamerika.

## Solo
Während seiner Zusammenarbeit mit Los Rodríguez stellte Andrés Calamaro Grabaciones Encontradas zusammen. Nach Palabras más, palabras menos gab die Band ein "Greatest-Hits"-Album heraus, das sich gut verkaufte. Danach löste sich die Band auf.
1997 nahm Calamaro Alta suciedad auf, von dem mehr als eine halbe Million Exemplare verkauft wurden. Wieder tourte er in Lateinamerika.
Calamaro begann ein Lied nach dem anderen zu schreiben. In sechs Monaten hatte er über 100 Lieder fertig. 37 davon wurden in das nächste Album aufgenommen, Honestidad brutal. Te quiero igual, Paloma, Los aviones, Cuando te conocí und La parte de adelante wurden zu Hits. Die Doppel-CD wurde nach der Trennung von seiner Freundin aufgenommen, was sich in allen Lieder niederschlägt. Das Album enthält auch eine Zusammenarbeit mit Maradona.
Im Jahr 2000 nahm er 103 Lieder für sein Album El salmón mit fünf CDs auf.

## Freie Musik
In den folgenden Jahren nahm Calamaro an vielen Konzerten und Aufnahmen als Gast teil. Er stellte unveröffentlichte Lieder von 2001–2002 zum freien Herunterladen ins Internet und erklärte, „Musik gehört denen, die sie hören wollen, und niemandem sonst“.
Seine Heimaufnahmen sind auf der Seite DeepCamboya frei verfügbar. Wegen der schlechten Qualität der Aufnahmen bearbeitete eine Gruppe von Fans sie mit Erlaubnis des Autors neu und stellten sie auf ihrer Webseite Camisetas Para Todos online. Calamaro startete Radio Salmón Vaticano, ein virtuelles Aufnahmestudio, auf seiner Webseite.
Im Jahr 2004 gab er El Cantante heraus, ein Album mit Covers von Tangos und anderen lateinamerikanischen Rhythmen und einigen seiner im Internet veröffentlichten Lieder.

## Rückkehr
2005 gab er El Regreso (Die Rückkehr) heraus, eine Zusammenstellung der live-Aufnahmen seiner ersten Auftritte im Luna Park Stadion im selben Jahr. Das Album wurde vor 20.000 Zuhörern im Obras Sanitarias Stadion vorgestellt. 2006 wurde Calamaro gewann damit die Gardel Preise Bestes Rockalbum eines männlichen Künstlers und Bestes Albumcover, außerdem bekam er den Hauptpreis Goldener Gardel.
Danach gab er Tinta Roja heraus, eine Sammlung klassischer Tangos wie El día que me quieras,Como dos extraños und Sur.
El Palacio de las Flores nahm er mit Litto Nebbia auf, und 2007 La Lengua Popular. Es folgten Raíces 30 Años mit der Band Raícesim Jahr 2008 und 2009 die Solo-Anthologie Andrés mit 6 CDs.

## Diskografie (Alben)

### Los Abuelos de la Nada
- 1982: Los Abuelos de la Nada
- 1983: Vasos y besos
- 1984: Himno de mi corazón
- 1985: En directo desde el Ópera

### Los Rodríguez
- 1991: Buena suerte
- 1992: Disco pirata
- 1993: Sin documentos
- 1995: Palabras más, palabras menos
- 1997: Hasta luego
- 2001: Para no olvidar

### Soloalben
- 1984: Hotel Calamaro
- 1985: Vida cruel
- 1988: Por mirarte
- 1990: Nadie sale vivo de aquí
- 1993: Grabaciones encontradas Vol. I
- 1994: Live en Ayacucho 1988
- 1995: Caballos salvajes
- 1996: Grabaciones encontradas Vol. II
- 1997: Alta Suciedad (AR: ×4Vierfachplatin , ES: ×2Doppelplatin )
- 1997: Completo (AR: Platin)
- 1998: Las otras caras de Alta Suciedad
- 1998: Una década perdida
- 1999: Honestidad brutal (AR: ×2Doppelplatin )
- 1999: Alta suciedad (Collector Series)
- 2000: El salmón (AR: Gold, ES: Gold)
- 2001: Lo mejor (AR: Platin)
- 2004: El cantante (AR: Platin)
- 2005: El regreso (AR: ×3Dreifachplatin )
- 2006: Tinta roja
- 2006: El palacio de las flores (AR: Platin)
- 2006: Calamero Querido I (AR: Platin)
- 2006: Calamero Querido II (AR: Platin)
- 2007: La lengua popular
- 2008: Dos son multitud (mit Fito & Fitipaldis)
- 2009: Nada se pierde
- 2010: On the Rock
- 2011: Salmonalipsis Now
- 2013: Bohemio
- 2014: Bohemio + Bohemia (erweiterte Wiederveröffentlichung)
- 2014: Jamón del medio
- 2014: Pura sangre
- 2015: Hijos del pueblo (mit Bunbury)
- 2016: Romaphonic Sessions
- 2016: Volumen 11
- 2018: Cargar la suerte
- 2021: Dios los cría

### Singles
- 1997: Flaca (ES: ×2Doppelplatin )
- 1999: Te quiero igual (ES: Gold)
- 2004: Estadio Azteca (ES: Gold)

### Videoalben
- 2006: Made in Argentina (AR: Platin)